# Another Day (canción de Dream Theater)
«Another Day» es la segunda canción del álbum Images and Words hecho por la banda de Progressive metal, Dream Theater en 1992. La letra de la canción fue escrita completamente por John Petrucci y trata sobre la lucha de su padre contra el cáncer: La canción cuenta con la colaboración del saxofonista Jay Beckenstein quien pertenece a la banda Spyro Gyra y dueño del estudio BearTracks donde grabaron el álbum. Para la parte final se grabaron 8 versiones diferentes, cada una de ellas fue improvisada pero solo una fue puesta en la canción.
La banda originalmente pensó que esta canción sería un gran éxito, pero sorprendentemente Pull Me Under le ganó.

## Lista de canciones del sencillo
1. Another Day (Album Version) – 4:22
2. A Fortune In Lies (Live) – 5:10
3. Another Day (Live) – 4:25

La canción 2 y 3 fueron grabadas en el Marquee Club el 13 de agosto de 1993, las canciones aparecieron en el CD Live at the Marquee (Another Day apareció solo en la versión japonesa).

## Diferentes versiones
- La canción aparece en la versión japonesa del CD Live at the Marquee.
- La canción también aparece en el CD Live Scenes From New York.
- También aparece en el DVD Images and Words: Live in Tokyo.
- En el DVD Score aparece una versión como material extra.

## Créditos
- James LaBrie - vocalista
- Kevin Moore - tecladista
- John Myung - bajista
- John Petrucci - guitarrista
- Mike Portnoy - baterista
- Jay Beckenstein - saxofonista